# Indústria pesada

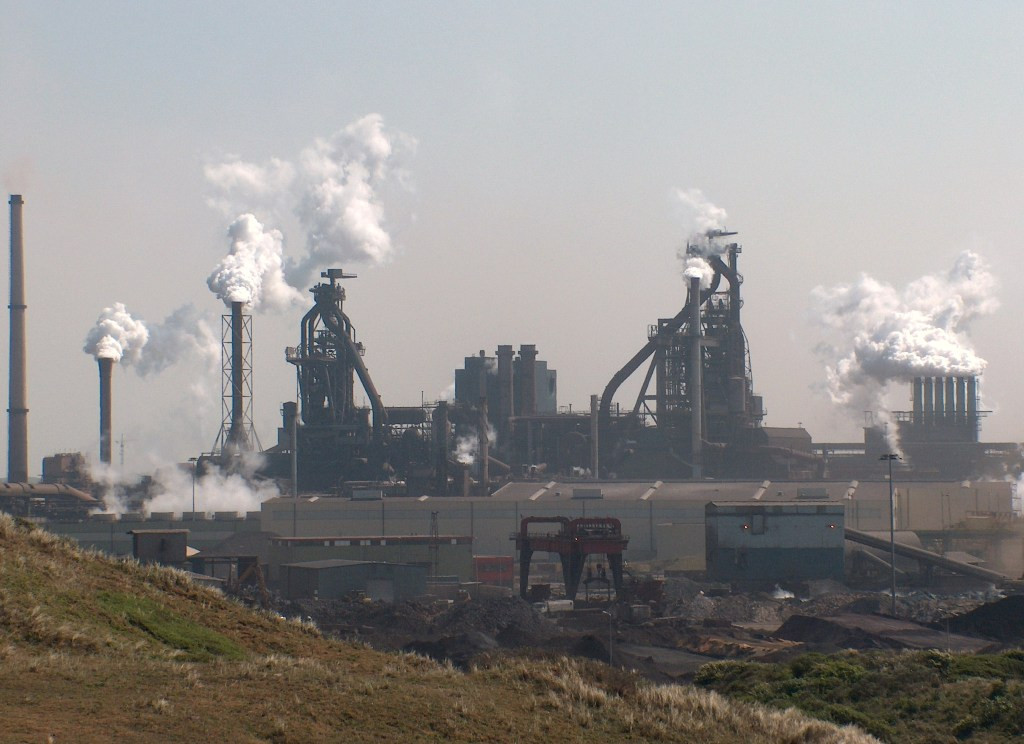
Fábricas industriais na Holanda.

Indústria de base é o tipo de indústria em que a sua produção é absorvida por outras indústrias, ou seja, produzindo máquinas ou matéria-prima. Também chamadas de indústrias de bens intermediários ou indústrias pesadas, incluem principalmente os ramos: siderúrgico, metalúrgico, petroquímico e de cimento.
Portanto, é o tipo de indústria que trabalha e trata os produtos de sua origem em grande quantidade, com exclusão de produtos agrícolas, para convertê-los em produtos semi–elaborados e que serão posteriormente utilizados para a fabricação de outros bens destinados ao consumo final. Trata-se de grandes quantidades de produtos brutos, pesados, para transformá-los em produtos semi-elaborados.
São indústrias que têm no desenvolvimento de outras indústrias sua mais importante justificativa.
Essas indústrias transportam grande quantidade de matéria-prima e por isto costumam localizar-se próximas a portos, ferrovias e fontes de matéria-prima para facilitar o recebimento desta última e facilitar o escoamento da produção. São as indústrias que fabricam materiais e equipamentos (matéria-prima) para a construção e montagem de outros equipamentos.
Situação que ocorre de países subdesenvolvidos para desenvolvidos, que por consequência voltam essas matérias primas para os países de origem com tecnologia por um preço muito alto.
- Exemplo: a metalúrgica produz o aço que será utilizado na montagem do carro.

Na indústria pesada distinguiremos como indústrias principais: a metalurgia e a química.
- A indústria metalúrgica tem uma grande dependência de matérias-primas, exige inversões muito elevadas e ocupa muito o setor industrial. Ela proporciona: lingotes, forjados, tubos, pranchas de aço, ferro, alumínio e outros metais com vistas a utilizá-los em outras fábricas.
- A indústria química é a mais variada, que utiliza uma gama maior de matérias primas: combustíveis sólidos, líquidos e gasosos, pirita, cal, sal, produtos vegetais e animais, etc. A elaboração desses produtos químicos é a mais complexa. Os produtos mais comuns são: fertilizantes, corantes, explosivos, plásticos, gomas, borracha, detergentes, isolantes, fibras artificiais, produtos fotográficos, produto farmacêutico, etc. Um tipo de indústria química diferenciada é a refinaria de petróleo.